# Етничко чишћење Грузина у Абхазији
Етничко чишћење Грузина у Абхазији био је погром над хиљадама Грузина током рата у Абхазији од 1992. до 1993.  године, који су извршили абхашки сепаратисти и њихови савезници. Поред Грузина, страдали су и етнички Јермени, Грци, Руси и умерени Абхази. Процењује се да је интерно расељено између 200 и 250 хиљада грузијских цивила. Организација за европску безбедност и сарадњу је конвенцијама из 1994, 1996, и 1997. са самита у Будимпешти, Лисабону и Истанбулу званично признала етничко чишћење и масакр над Грузинима и осудила извршиоце ратних злочина почињених током сукоба.

## Позадина
Пре ратне 1992, Грузијци су чинили готово половину становништва Абхазије, док је Абхаза био мањи од петине. Насупрот томе, 1926. су ова два народа су чинила по трећину становништва а остатак Руси, Јермени и Грци. До 1989. грузијско становништво се готово учетворостручило, са 67.494 на 239.872 становника, јерменско се утростручило а број етничких Руса се повећао шест пута.
Абхазија је прогласила независност од Грузије 23. јулa 1992, годину дана након што је то учинила Грузија (9. априлa 1991). Како би смањили западни утицај на Грузију, Руси су подcтицали локалне комунисте да траже отцепљење, а парамилитарне абхаске јединице обучавао је КГБ. У октобру 1992, Абхази су преузели контролу над већином територије и потиснули су Грузијце. Руси су отворено помагали Абхазију, а апел Грузијаца међународној заједници остао је без одговора. Иако је било злочина са обе стране 27. септембра 1993. догодио се можда најстрашнији масакр тог рата. Након опсаде, Сухуми, главни град Абхазије, са већинским грузијским становништвом, пао је у руке здружених руско-абхаских јединица. Масакр је трајао две недеље. Град је био преплављен мртвим телима. Русима су помагали и чеченски борци међу којима је био тада мало познати исламски милитант Шамил Басајев, касније један од истакнутих чеченских вођа. Злочине над Грузијцима чиниле су и козачке јединице.

## Исход
Око 30.000 Грузијаца је убијено, а 250.000 избеглица не може да се врати у Абхазију. Међународна заједница је једно време уместо израза етничко чишћење користила фразу: "неприхватљива демографска промена настала услед ратних збивања". До данас нико није одговарао за злочине над Грузинима. Абхазија је данас de facto руски протекторат. Није призната ни од једне државе, већ се сматра делом Грузије.